# Прапор Флориди
Прапор Флориди (англ. Flag of Florida) — один з державних символів американського штату Флорида.
Прапор є прямокутним полотнищем білого кольору з червоним андріївським хрестом. У центрі зображена Печатка Флориди.
Прапор був прийнятий на референдумі, проведеному 1900 року. 1985 року було змінено дизайн печатки штату, що призвело до заміни прапора.

## Попередні прапори

Попередній прапор Флориди, 6 серпня 1868 — 6 листопада 1900

Після того, як у січні 1861 Флорида вийшла зі складу Союзу, в користуванні з'явилося багато неофіційних прапорів. Генеральна Асамблея штату передала губернатору штату Медісону С. Перрі (англ. Madison S. Perry) директиву, в якій йому пропонувалося розробити прапор Флориди, який і був прийнятий 13 вересня 1861 року. Відомостей про застосування цього прапора не збереглося, імовірно він був скасований у 1865 році, після поразки конфедератів у Громадянській війні.
Прапор був прямокутним полотнищем, розділеним по вертикалі на дві частини. У лівій частині синього кольору містилося зображення печатки штату, права частина була розділена на три рівновеликі горизонтальні смуги: крайні червоного і середня білого кольорів.
Другий офіційний прапор був прийнятий 6 серпня 1868 року, він був білим полотнищем (співвідношення сторін 12:13) з печаткою штату в центрі. Наприкінці 1890-х років, губернатор штату Френсіс П. Флемінг (англ. Francis P. Fleming), запропонував додати на прапор червоний андріївський хрест, щоб той не був схожий на «білий прапор» тих, хто здався.